# Andrei Vargas
Andrei Zaffonato Vargas (Cuiabá, 24 novembre 1984) è un ex giocatore di football americano e allenatore di football americano brasiliano, che ha giocato come defensive tackle.

## Palmarès
- 2 Brasil Bowl (Cuiabá Arsenal, 2010, 2012)
- 2 Pantanal Bowl (Cuiabá Arsenal, 2009, 2014)
- 1 Sorocaba Bowl (Cuiabá Arsenal, 2008)
- 1 Torneio da Capital (Cuiabá Arsenal, 2008)